# Stamnodes passerinaria
Stamnodes passerinaria là một loài bướm đêm trong họ Geometridae.